# Georges Claude
Pour les articles homonymes, voir Claude.
Ne doit pas être confondu avec Georges Claude (peintre).
Georges Claude, né le 24 septembre 1870  à Paris 11e (Seine) et mort le 21 mai 1960 à Saint-Cloud (Seine-et-Oise), est un physicien et chimiste français. Il est un inventeur industriel et praticien remarquable par l’étendue et la diversité de ses travaux, entre autres la création du tube à néon. Plusieurs de ses découvertes ont mené à la fondation de la société Air liquide. Son prestige souffre cependant de sa collaboration avec les nazis pendant la Seconde Guerre mondiale.

## Biographie

### Scientifique et industriel
Georges Marie Auguste Claude est le fils d'un instituteur inventif qui l'a éduqué. Il est admis à l’École de physique et de chimie de Paris (5e promotion), et commence sa carrière d'ingénieur par ses travaux sur la dissolution de l’acétylène dans l’acétone, découverte qui conduit à l’utilisation industrielle de ce gaz. Indépendamment de Carl von Linde, il met au point en 1902 un procédé industriel de liquéfaction de l’air. Les brevets qu’il prend à cette occasion (avec l'appoint d'André Helbronner) sont à l’origine de la société Air liquide, dont il est l'un des administrateurs et qui assure sa fortune : il reçoit statutairement 25 % des bénéfices de cette firme. Il préconise en 1910, mais en vain, l’utilisation de l’oxygène liquide en sidérurgie. Ce procédé ne sera adopté qu’après la Seconde Guerre mondiale. Il met au point une nouvelle façon de réaliser la synthèse de l'ammoniaque ainsi qu'un système d'éclairage au néon.
Il est élu membre de l'Académie des sciences le 1er décembre 1924,. Alors que ses collègues de l'Académie des sciences signent en 1928 une pétition demandant que la rosette d'officier de la Légion d'honneur lui soit remise, il n'est promu officier qu'en 1933, avec le physicien Paul Langevin comme parrain.
Il engloutit dans l'entre-deux-guerres une partie de sa fortune dans des recherches et des expériences spectaculaires suivies par les médias, visant notamment à domestiquer l'énergie thermique des mers.

#### Travaux

##### Liquéfaction de l'air
Georges Claude imagine un procédé de liquéfaction de l'air qui améliore le rendement du procédé Linde et où le travail fourni par la détente adiabatique de l'air après sa compression est utilisé dans le compresseur. Le refroidissement qui l'accompagne (effet Joule-Thomson) est mis à profit dans un échangeur de chaleur qui refroidit l'air à la sortie du compresseur. Claude réalise ainsi la séparation par distillation fractionnée de l'oxygène, de l'azote, de l'argon.
Le froid nécessaire à la liquéfaction industrielle de l'air est obtenu par détente, en tirant parti des deux propriétés suivantes de l'effet Joule-Thomson:
- l'abaissement de température provoqué par la détente est proportionnel à la différence entre les pressions initiale et finale, tandis que,
- l'énergie dépensée au moment de la compression est proportionnelle au logarithme du rapport des pressions, ce qui signifie que la dépense est la même pour comprimer une masse de gaz de 1 à 10 atmosphères ou de 10 à 100. Dans ce second cas, pour la même dépense d'énergie, l'abaissement de température après la détente est dix fois plus fort que dans le premier. En pratique, l'air est dépoussiéré, débarrassé de son gaz carbonique et de son humidité, comprimé vers 200 atmosphères, refroidi dans un échangeur, puis détendu jusqu'à 25 atmosphères. Une série de compressions et de détentes aboutit à la liquéfaction. Dans la plupart des usines, l'air liquide est immédiatement soumis à une distillation fractionnée qui sépare l'oxygène, l'azote et les gaz nobles. Les installations industrielles sont importantes et il n'est pas rare de voir traiter plusieurs centaines de milliers de mètres cubes d'air à l'heure.

##### Tube à néon

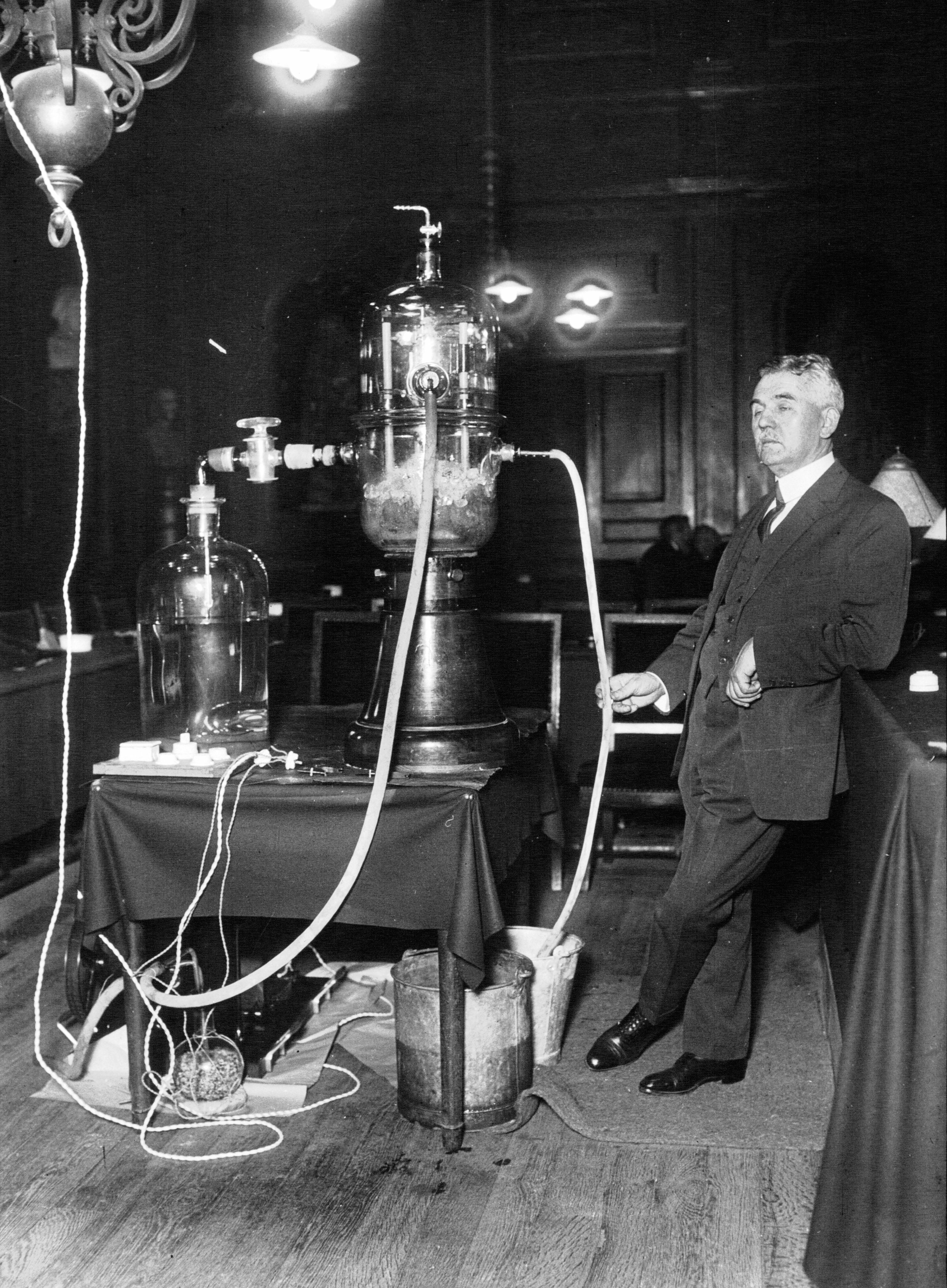
Georges Claude démontrant la production d'électricité par l'énergie thermique des mers à l'Institut de France en 1926.

Poursuivant ses travaux sur les gaz rares (qu'il obtient en distillant l'air liquide), Claude met à profit l’émission lumineuse qui accompagne le passage de la décharge électrique dans un tube à gaz : la mise au point d’enduits fluorescents le conduit ainsi, en 1910, à la réalisation de l’éclairage au néon, d’abord utilisé dans les enseignes lumineuses (il s'associe en 1912 aux établissements Paz et Silva qui avaient réalisé la première publicité lumineuse électrique, puis les rachète pour former la société Claude-Paz et Silva, qui sera elle-même ensuite acquise par JCDecaux) puis, dans la fabrication des lampes « Claude ».
En 1913 avec Arsène d'Arsonval, il constate les propriétés explosives de l’air liquide (qu'on utilisera durant la Première Guerre mondiale pour produire des mines (à air liquide et au noir de fumée). Il met au point (1917) un procédé haute pression, (1 000 atmosphères et 550 °C), améliorant le procédé Haber-Bosch de synthèse de l'ammoniac.

##### Énergie thermique des mers
Claude s'intéresse à la production d'électricité et teste dès 1926 une production électrique basée sur la différence de température entre les eaux de surface (plus chaudes) et le fond (froides) des mers chaudes (énergie thermique des mers ou « énergie maréthermique »). Avec Paul Boucherot, il construit une turbine utilisant ce gradient de température entre les couches superficielles et profondes (1930). En 1933, tirant les leçons de la démonstration faite à Cuba en 1930, et en vue de réaliser une première expérience industrielle, Claude achète sur ses propres deniers le navire La Tunisie, un cargo de 10 000 tonnes. La Tunisie fut transformée aux Ateliers et chantiers de France-Dunkerque en 1933 pour devenir une usine de réfrigération capable de produire 2 000 tonnes de glace par jour grâce à l'énergie thermique des mers. Cinq cents personnes ont travaillé sur ce projet durant un an. Cependant le tube attaché à un caisson de 15 tonnes se rompt à proximité du fond; il déclare que c'est « l'échec le plus cuisant de ma carrière ».

### Les engagements civiques et politiques:  Première Guerre mondiale, militant d'extrême droite et collaborationniste

#### Première Guerre mondiale
Au début de la Première Guerre mondiale, Georges Claude, officier de réserve d’artillerie, est nommé membre de la commission des inventions. Il propose de fournir des bombes d’avions, excessivement puissantes, à base d’oxygène liquide. D'éminents militaires français appuient cette idée, notamment les généraux Gallieni, Foch, Castelnau, Pétain et le colonel Weygand ; mais les bombes produites ne sont que peu utilisées, ce qui provoque l'incompréhension.
La guerre des gaz crée une certaine panique dans le camp français car celui-ci ne sait pas encore liquéfier le chlore. Georges Claude, en employant des compresseurs industriels, parvient à mettre au point le procédé qui permet à l'armée française d'en utiliser sur le champ de bataille.
Il est fait chevalier de la Légion d'honneur à titre militaire (le 26 octobre 1915) et obtient la croix de guerre avec palme. Le général Joffre écrit notamment à son propos en 1915 pour son dossier de la Légion d'honneur : « [Il] Joint aux qualités remarquables de l'homme de science une activité, une énergie et un courage hors de pair. [Il] N'a cessé de se dépenser sans compter tant pour la fabrication des projectiles que pour leur lancement, participant lui-même à toutes les opérations de bombardement sur l'ennemi et donnant à tous le meilleur exemple de dévouement et de sang-froid. [Signé] J. Joffre »,.
À la fin de la guerre, Georges Claude publie un réquisitoire violent et documenté contre les « politiciens et les polytechniciens » des administrations civiles et militaires qui ont refusé ou freiné l'utilisation de ses inventions, dont la bombe à oxygène liquide.

#### Nationaliste
C'est un homme de droite, partisan « de l'ordre et de la liberté », qui fait connaître en 1925 son opposition au cartel des gauches, aux politiciens, aux chefs radicaux-socialistes « prétendus patriotes, prétendus amis de l'ordre, (qui) laissent faire, sous la menace allemande plus grave que jamais, tous ceux dont le désir violent est de chambarder la France ».
Il se présente sans investiture ni comité aux élections législatives de 1928 à Fontainebleau, berceau de ses travaux sur l'ammoniaque, contre le député sortant radical-socialiste Jacques-Louis Dumesnil. Il se veut un candidat apolitique - il est cependant classé « union nationale » (le terme désigne alors les partisans de Raymond Poincaré hostiles au cartel des gauches) par les journaux - et indépendant. Ses réunions électorales intéressent la presse car elles sont originales : elles mêlent politique et science, Georges Claude se livre en effet à des expériences scientifiques devant les électeurs. Il dénigre la « lutte des classes », la politique, les politiciens et leurs « querelles stériles », les pouvoirs publics qui ignorent la science, vante l'action de la science qui peut générer la prospérité et les bienfaits de l'organisation du travail (le taylorisme), sur le modèle des États-Unis, ainsi que la collaboration du capital et du travail : il estime que « les savants, ainsi que tous ceux qui travaillent à la prospérité nationale, ont le devoir de descendre dans l'arène politique, pour y défendre la production, le progrès, la science, contre les parleurs stériles et les briseurs d'efforts ». Il cite son cas personnel et ne cache pas son amertume, rappelant qu'il avait proposé vainement durant la guerre son invention d'une bombe à l'air liquide. S'il l'emporte en voix au premier tour, il est battu au second tour par le député sortant de quelques centaines de voix.
Quoique républicain, il donne quelques mois plus tard 250 000 francs au quotidien royaliste et nationaliste L'Action française, par patriotisme. Il reconnaît publiquement ce don en 1929 lorsque Georges Valois prétend que cette somme a été versée par Marthe Hanau pour faire taire le quotidien de Charles Maurras. Il publie fin 1931 Souvenirs et enseignements d'une expérience électorale, qui dénonce une nouvelle fois les politiciens et invite les partis de droite à l'union.
Nationaliste et dégoûté du régime parlementaire, au sommet de la réussite, de la richesse et de la célébrité, il adhère de façon spectaculaire à l'Action française (AF) en octobre 1933 ; la ligue royaliste, à qui il verse 100 000 francs, met en valeur son adhésion qu'il proclame lors d'un meeting parisien. Qui est le premier d'une longue série de conférences et de réunions qu'il donne pour cette ligue. Il affirme alors : 

« (Il faut) culbuter les politiciens qui tuent la France. (...) On n'est plus que les instruments des professionnels d'indiscipline et de démolition, et pendant ce temps-là cette Chambre qui nous achève s'entête à ne s'occuper que de ses propres intérêts. Eh bien, avant que se consomme cette œuvre, je jette mes illusions républicaines étant d'abord Français. Ainsi mon expérience rejoint les conclusions de l'Action française. (...) J'ai voulu en douter. J'ai vu qu'elle a raison. (...) Une seule chance: chasser ces gens. Mais d'abord, quoi mettre à leur place ? (... ) (La France) brûle de mettre au pas ces neuf cent agités. Mais seul y parviendra (...) un pouvoir qui leur soit supérieur. Donc, dictature ou monarchie. (...) Alors, royaliste ! ».

Il propose en 1935 d'être l'intermédiaire discret entre l'AF et des donateurs éventuels. Il fait connaître son hostilité aux partis de gauche et au Front populaire. La Ligue d'Action française ayant été dissoute en 1936, il demeure proche des royalistes d'AF et de Maurras : il est membre du Cercle Jacques Bainville parisien à partir de 1936, assiste à des réunions du Cercle Fustel de Coulanges aux côtés de Maurras, vient attendre ce dernier à sa sortie de prison en 1937, prend la parole au meeting de 1937 destiné à célébrer le leader de l'AF, défile aux côtés des chefs de l'AF pour la fête de Jeanne d'Arc, participe au banquet de l'AF en 1938 et à un meeting en 1939 organisé pour remettre à Maurras son épée d'académicien, etc.
Signataire en 1935 du Manifeste des intellectuels français pour la défense de l'Occident et la paix en Europe à l'instar de Maurras et des intellectuels maurrassiens, il dénonce « l'impuissance et la nocivité » de la Société des Nations et est à l'origine en 1936 d'une pétition réclamant la fin des sanctions contre l'Italie à la suite de la guerre d'Éthiopie,. Il vante l'œuvre de Mussolini en 1936 et 1937,,, ce qui lui vaut de recevoir la croix de grand officier de la Couronne d'Italie. Il partage alors les positions de l'AF en matière de politique étrangère : hostilité à l'Allemagne de Hitler, soutien à l'Italie fasciste et à l'Espagne de Franco, néo-pacifisme anticommuniste. C'est ce qu'il exprime à un meeting du Front national en 1938.
En 1938-1939, il tente de convaincre des méfaits de la loi des 40 heures du Front populaire, dans des articles publiés par La Journée industrielle et le Journal des débats, dans des ouvrages (Ma bataille contre la vie chère, 1939) ainsi que des conférences à l'adresse des élites mais aussi des ouvriers. Il préconise un plan de sauvetage économique du pays, comportant une augmentation de la durée du travail, une baisse des prix et une diminution des impôts. Là encore, il cite son cas personnel, celui d'un pauvre devenu riche grâce à la science, et ses conférences se terminent parfois par des expériences sur l'air liquide et plus souvent par la diffusion d'un film sur ses recherches sur l'énergie thermique des océans à Cuba.

#### Collaboration avec l'occupant allemand
En juillet 1939, il participe à une conférence scientifique internationale en Allemagne, à Karlsruhe. Il la conclut en célébrant une « collaboration française » avec l'Allemagne et en souhaitant la paix, mettant en garde contre les conséquences de la science dans la perspective d'une guerre entre les deux pays : « (...) Devant la puissance de plus en plus terrible (de la science), l'incertitude est de plus en plus grande pour chaque peuple de ce qui serait le résultat d'un nouveau conflit. (...) Puisse cette incertitude retenir l'humanité sur la pente redoutable où elle est engagée ». Un Centralien participant direct à ce voyage organisé par Max Planck indique précisément le climat haineux anti-français palpable pendant tout le séjour mentionne clairement le sens de l'allocution du chef de la délégation française. En effet, Georges Claude déclarait son souhait "que nous ne verrions plus jamais de guerre entre la France et l'Allemagne" accueilli par un silence glacial des hôtes allemands. Cette même année, il plaide dans une lettre ouverte publiée aux États-Unis par Time Magazine pour une entente américano-anglo-française contre Hitler. Au printemps 1940, il tente sans succès de proposer à l'armée française puis à la Royal Navy britannique une de ses inventions permettant de lancer des fléchettes d'un avion sur des troupes au sol, ce que son avocat en 1945 mettra en avant pour prouver son patriotisme. Il a également fait signer à ses collègues de l'Académie des sciences une protestation contre l'expulsion par l'Allemagne des universitaires de Cracovie, en novembre 1939.
Après la défaite de 1940, il abandonne ses anciennes convictions germanophobes, rompt avec l'Action française et se déclare publiquement partisan de la collaboration franco-allemande à partir du 1er novembre 1940. Il multiplie alors les conférences, anglophobes et anticommunistes, à Paris et en province, et les écrits, articles et brochures, éditées notamment par l'agence de presse Inter-France, en faveur de la collaboration,.
Quelque peu passionné sinon dérangé, il tente de se suicider à l'issue d'une conférence donnée à Bordeaux le 19 décembre 1942, pour prouver au public et à Hitler sa sincérité et réveiller les consciences. Interrompant sa conférence, il déclare au public : « J'ai fait mon devoir et je vais le prouver. » Il avale le contenu d'un flacon, puis affirme qu'il vient de s'empoisonner, afin de produire sur le peuple français un choc psychologique. Un simple vomitif suffit à contrecarrer l'effet du poison. L'incident est passé sous silence par la presse, du fait de la censure,,. Il déclare encore en mai 1944 : « Il n'est plus qu'une chose pour nous sauver : la victoire allemande, à condition de l'aider ».
Il est membre du comité d'honneur du groupe Collaboration, fondé en septembre 1940, et préside le comité d'honneur de sa section scientifique. Le régime de Vichy le nomme membre du Conseil national consultatif en 1941. Il est aussi en 1942 membre du comité d'honneur de la Légion des volontaires français contre le bolchevisme. Il participe à quelques manifestations collaborationnistes et anticommunistes, aux côtés des principales autres personnalités de la collaboration. En 1944, il accepte de participer à l'augmentation de capital des éditions Inter-France de Dominique Sordet.
Ses prises de position ont fini par irriter et inquiéter les dirigeants d'Air liquide ; son président, Paul Delorme, s'est tardivement résolu à lui demander de démissionner de ses fonctions d'administrateur, ce que Georges Claude accepta.

### Dernières années: bannissement, incarcération, libération conditionnelle
L'attitude collaborationniste de Georges Claude lui vaut d'être radié de l'Académie des sciences le 4 septembre 1944,,. Il avait été arrêté par les maquisards de Sologne le 17 août 1944 à La Ferté-Saint-Aubin au château de la Beuvronne où il résidait, - il a alors 74 ans et est devenu complètement sourd. Interné, il est condamné le 26 juin 1945 par la Cour de justice de la Seine à la réclusion perpétuelle, à la confiscation de tous ses biens et à la dégradation nationale, échappant à la peine de mort requise par le commissaire du gouvernement (procureur) Vassart, qui dit, dans son réquisitoire, évoquant sa tentative de suicide public, que: 

Ainsi donc, vous avez voulu mourir pour Hitler, Georges Claude. Eh bien, soyez satisfait, votre vœu peut encore être exaucé. Si la Cour suit mes réquisitions, dans quelques jours, vous serez fusillé comme complice d'Hitler, vous serez fusillé pour la cause d'Hitler.
(...) 

À cause de vous, des miliciens, des volontaires de la L.V.F. sont allés se battre contre les soldats français, américains, anglais, russes qui luttaient pour nous délivrer, et ils ont tué de ces jeunes hommes,. 

La Cour de justice lui reproche les nombreuses conférences qu'il a données en faveur de la collaboration et la pétition de juillet 1944 qu’il a signée à l'instar de presque tous les ténors de la collaboration, à la demande de Dominique Sordet, réclamant le retour à Paris d’un gouvernement élargi « par l’entrée des éléments indiscutables » et des « sanctions sévères, allant jusqu’à la peine capitale, à l’égard de tous ceux dont l’action encourage la guerre civile ou compromettrait la position européenne de la France »,,,. Il a dû affronter des rumeurs telle celle affirmant qu'il est l'inventeur du missile V1 dont il aurait livré le brevet aux Allemands. Rumeurs relayées par la presse communiste et réfutées lors du procès, notamment par son ancien condisciple devenu communiste, Paul Langevin,. Ce dernier explique ainsi l'engagement de Claude lors du procès : 

« Comment expliquer pareille aberration ? Tout d'abord, à mon sens, par cette griserie et cet excès de confiance en soi que produit le succès matériel chez ceux que l'esprit critique ou de solides qualités humaines ne protègent pas suffisamment. (...) Ainsi conduit par cet égocentrisme vers des conclusions fausses (...), il en est venu à se considérer comme chargé d'une mission au service de laquelle il a mis, avec l'outrance naturelle à son caractère et la confiance en soi développée par le succès matériel, son goût du risque, sa combativité et l'indéniable courage dont il avait, autrefois, fait un meilleur usage. »

Il bénéficie par la suite d'une commutation de sa peine à dix ans de réclusion. Détenu depuis le 23 mai 1947 au centre pénitentiaire de La Châtaigneraie, à La Celle-Saint-Cloud, il est libéré conditionnellement en raison de son grand âge (79 ans) début janvier 1950.
Il se consacre ensuite à des recherches sur l'utilisation de l'énergie des mers.
Il meurt à Saint-Cloud le 21 mai 1960.

## Publications
- L'Électricité à la portée de tout le monde, Dunod, 1901.
- L'air liquide, sa production, ses propriétés, ses applications, préface d'Arsène d'Arsonval, Dunod, 1903.
- Air liquide, oxygène, azote, préface d'Arsène d'Arsonval, Dunod et Pinat, 1909
- Au creuset de la guerre. Politiciens et polytechniciens, Boulogne-sur-Seine, chez L'auteur, 1919, 223 p.
- Sur l'utilisation de l'énergie thermique des mers, Institut Océanographique, 1926
- Souvenirs et Enseignements d'une expérience électorale, Paris, Nouvelle Librairie française, 1931, 287 p.
- Pourquoi je vais à l'Action française, conférence faite par M. Georges Claude le 27 octobre 1933, à la salle Bullier, puis à Nancy, Lyon et Marseille, et redonnée le 21 novembre à Luna-Park, Carcassonne, impr. de E. Roudière, 1934, 16 p.
- Choses d'Italie et d'Espagne, Paris, impr. de Ducros et Colas, 1938, 43 p.
- Un plan de sauvetage économique du pays. Suivi d'un Appel aux ouvriers, Paris, A. Fayard, 1938, 63 p.
- Ma bataille contre la vie chère, Fayard. 1939, 77 p.
- De l'hostilité à la collaboration, Editions de la France, Paris, 1941, 60 p.
- La seule route, Paris, Publication du centre d'études de l'Agence Inter France, 1942, 127 p.
- Français, il faut comprendre ! , Paris, 1943
- Ma vie et mes inventions, Plon, 1957, 273 p.

## Décorations
Georges Claude est titulaire de la croix de guerre 1914-1918 avec palme. Chevalier de l'ordre national de la Légion d'honneur le 26 octobre 1915, il est promu au grade d'officier dans l'ordre le 1er juillet 1933 puis fait officier de l'ordre le 18 juillet 1933 par Paul Langevin, mais radié de l'ordre le 13 août 1945 à la suite de sa « condamnation le 26 juin 1945 par la cour de Justice de la Seine à la réclusion à perpétuité, à la confiscation de tous ses biens présents et à venir, à la dégradation nationale, pour intelligences avec l'ennemi ».

## Pour approfondir